# Elmar Kuhn

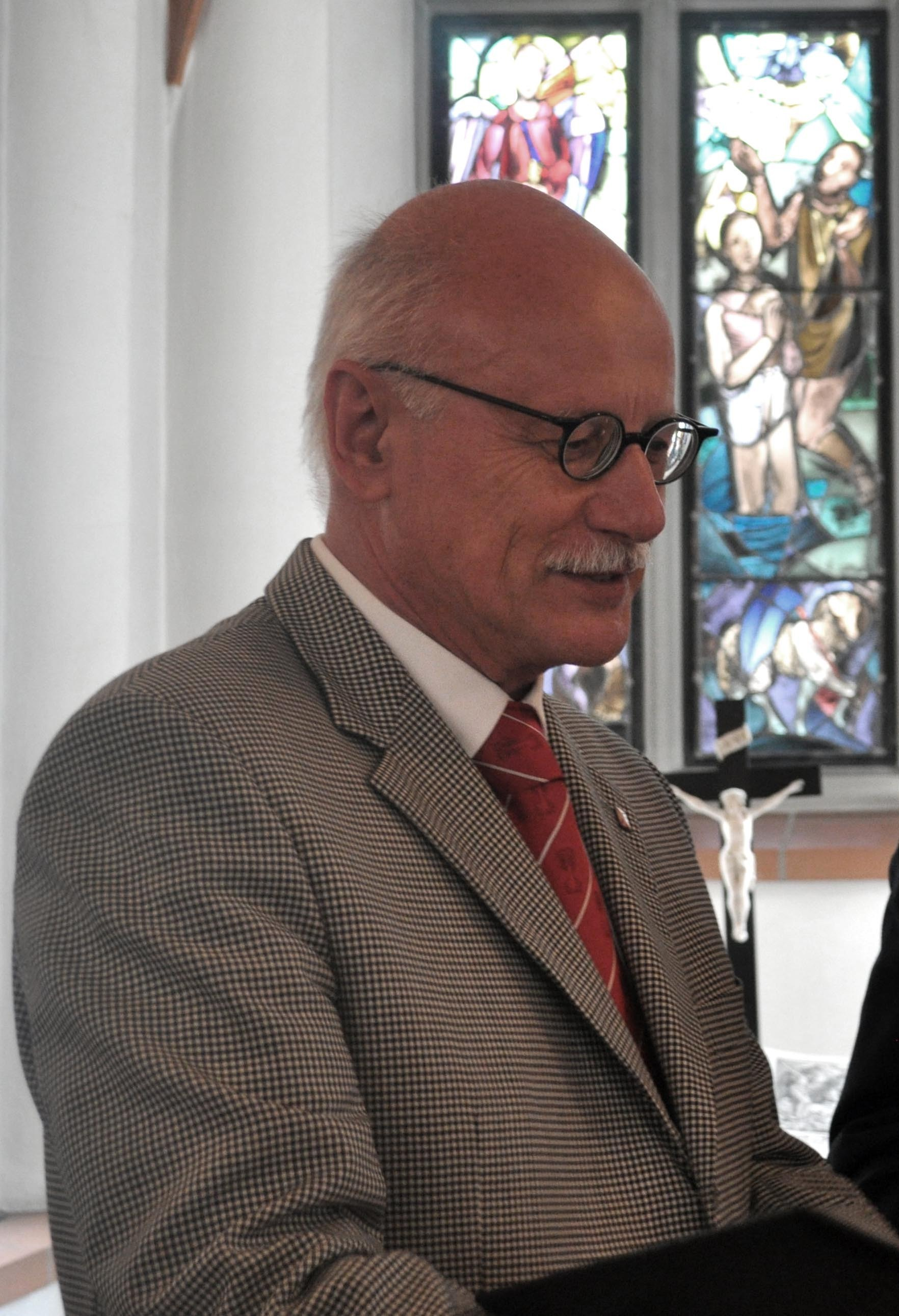
Elmar Kuhn (2016)

Elmar L. Kuhn (* 1944 in Kressbronn) ist ein deutscher Heimatforscher und Autor. Er war Kreisarchivar, Leiter des Kulturamtes im Landratsamt Bodenseekreis und Vorsitzender der Gesellschaft Oberschwaben für Geschichte und Kultur.

## Leben
Geboren und aufgewachsen im Kressbronner Teilort Kalkähren besuchte er von 1950 bis 1955 die Katholische Volksschule Kressbronn, danach das Graf-Zeppelin-Gymnasium in Friedrichshafen, wo er 1964 das Abitur ablegte. Von 1964 bis 1966 leistete er Wehrdienst bei den Pionieren in München-Freimann und wurde dort Reserveoffizier. Danach studierte er Geschichte, Politikwissenschaft und Geographie an der Eberhard Karls Universität Tübingen und schloss mit dem Staatsexamen 1972 ab. Kuhn arbeitete anschließend von 1973 bis 1978 als wissenschaftlicher Mitarbeiter an der Fakultät für Geschichtswissenschaft der Universität Bielefeld.
Während der Anstellung als Kreisarchivar und Leiter des Kulturamtes im Landratsamt Bodenseekreis von 1979 bis 2009 war Kuhn ab 1996 Geschäftsführer der Gesellschaft Oberschwaben für Geschichte und Kultur. Im Jahre 1999 wurde er in den Stiftungsrat der Literaturstiftung Oberschwaben gewählt. 2008 erfolgte seine Berufung zum Berater für Kunstfragen der Stiftung Liebenau. Im Jahre 2010 wechselte er in der Gesellschaft Oberschwaben auf die Position des Vorsitzenden (bis 2014) und wurde in Personalunion Vorsitzender des Stiftungsrats. Von 2014 bis 2016 war er Mitglied des Vorstands der Gesellschaft Oberschwaben. Kuhn hat Lehraufträge an der Universität Konstanz und an der Zeppelin Universität.
Kuhn ist verheiratet und hat einen Sohn.

## Ehrungen
- Dr. h. c. der Pädagogischen Hochschule Weingarten, 2005[2][5]
- Friedrich-Schiedel-Wissenschaftspreis zur Geschichte Oberschwabens, 2013[2][1]
- Großkreuz des Ritterordens Unsere Liebe Frau von Tschenstochau, 2013
- Ehrenmitglied der Gesellschaft Oberschwaben für Geschichte und Kultur, 2014[4][3]
- Kulturpreis des Bodenseekreises, 2015[6]

## Publikationen

### Schriften (Auswahl)
- mit Dieter Bauer, Gábor Sarbak, Lorenz Weinrich: Beiträge zur Geschichte des Paulinerordens. Duncker & Humblot, Berlin 2000, ISBN 3-428-10036-0
- mit Magda Fischer, Miroslaw Legawiec: Der Paulinerorden in Deutschland – Beiträge zu seiner Geschichte und Gegenwart. Senn, Tettnang 2005, ISBN 978-3-88812-200-2
- Die Bischöfe von Konstanz. Gessler, Friedrichshafen 1988, DNB 551496967
- Oberschwaben – politische Landschaft, Bewußtseinslandschaft, Geschichtslandschaft. Edition Isele, Eggingen 2006 [?], Sonderdruck, DNB 980301149

### Als Herausgeber (Auswahl)
- mit Mark Hengerer: Adel im Wandel – Oberschwaben von der frühen Neuzeit bis zur Gegenwart. Thorbecke, Ostfildern 2006, ISBN 978-3-7995-0216-0
- Das große weite Tal der Möglichkeiten – Geist, Politik, Kultur 1945–1949. Kunstverlag Josef Fink, Lindenberg 2002, ISBN 3-89870-051-8
- Der Bauernkrieg in Oberschwaben. Bibliotheca-Academica-Verlag, Tübingen 2000, ISBN 3-928471-28-7
- mit Eveline Dargel: Die Hofchroniken des Grafen Ernst von Montfort 1735–1759. Edition Isele, Eggingen 2014, ISBN 978-3-86142-567-0
- Die Landesordnung des Grafen Ulrich von Montfort und Rothenfels von 1574. Edition Isele, Eggingen 2006, ISBN 978-3-86142-333-1
- Die Pfarrkirche Eriskirch – Spätgotik am Bodensee. Gessler, Friedrichshafen 1986, ISBN 3-922137-37-7
- mit Peter Renz: Geschichten aus Oberschwaben; Klöpfer & Meyer, Tübingen 2009, ISBN 978-3-940086-40-2
- Gruppenbild vor Landschaft – die Sezession Oberschwaben-Bodensee 1947–1985. Gessler, Friedrichshafen 1997, ISBN 3-86136-018-7
- mit E. Schulz, W. Trogus: Immenstaad – Geschichte einer Seegemeinde. Stadler, Konstanz 1994, ISBN 978-3-7977-0313-2
- mit Peter Eitel: Oberschwaben – Beiträge zu Geschichte und Kultur. Universitätsverlag Konstanz, Konstanz 1995, ISBN 3-87940-542-5
- mit Dieter Bauer, Klaus Herbers: Oberschwaben und Spanien an der Schwelle zur Neuzeit – Einflüsse, Wirkungen, Beziehungen; Thorbecke, Ostfildern 2006, ISBN 978-3-7995-0129-3